# Chiesa di San Giuseppe (Golfo Aranci)
La chiesa di San Giuseppe è un edificio religioso situato a Golfo Aranci, centro abitato della Sardegna nord-orientale. Consacrata al culto cattolico, fa parte della parrocchia della chiesa nuova di San Giuseppe, nella diocesi di Tempio-Ampurias. Sorge alla periferia del paese nelle vicinanze della zona portuale.
È stata la prima chiesa del paese; originariamente cappella della famiglia Tamponi, nel 1962 venne elevata a sede parrocchiale dal vescovo Mario Ghiga - dal 1961 al 1963 vescovo di Ampurias e Tempio - sostituita poi dalla nuova e molto più capiente chiesa di San Giuseppe, edificata a fine secolo.

## Collegamenti esterni

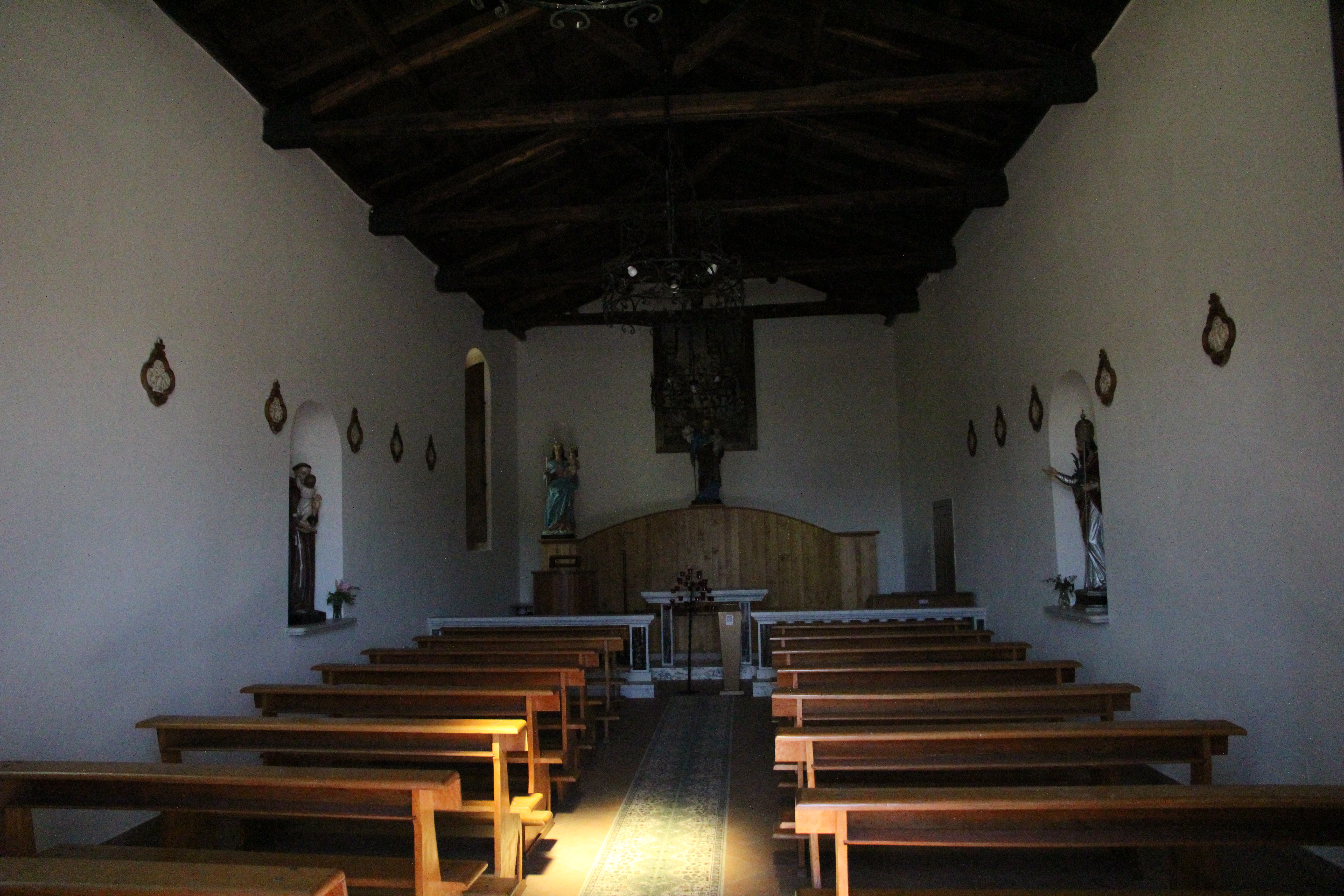
Interno